# Hrib slonjega rilca
Hrib slonjega rilca (kitajščina: 象鼻山; pinjin: Xiàngbí Shān) je hrib, znamenitost in turistična atrakcija v Guilinu v provinci Guangši na Kitajskem.

## Ime
Hrib slonjega rilca je simbol mesta Guilin. Ime je dobil, ker je videti kot slon, ki pije vodo. Okrogla odprtina pod slonovim rilcem je znana kot Jama Voda-Luna, ker se ponoči skozi lok vidi odsev lune in je videti, kot da je hkrati pod vodo in plava na njeni površini. Hrib slonjega rilca in jama Voda-Luna sta na sotočju rek Taohua in Li.

## Legenda
Obstaja veliko različic legende o hribu slonjega rilca, vendar je naslednja najbolj verodostojna.
Legenda pravi, da je imel Žadasti cesar za svojega jahača slona. Nekega dne je Žadasti cesar slona pripeljal v človeški svet. Ko je bil čas za vrnitev, se je slon, nostalgičen po čudoviti pokrajini Guilina, zavrnil in šel k reki Li, da bi pil. Besen je Žadasti cesar izvlekel meč in zabodel slona. Slon se je spremenil v kamnito goro, danes znano kot Hrib slonjega rilca, ročaj njegovega meča pa je postal pagoda Pušjan na Slonjem griču.